# K3 (geometria)

Dans la seconde partie de mon rapport, il s'agit des variétés kählériennes dites K3, ainsi nommées en l'honneur de Kummer, Kähler, Kodaira et de la belle montagne K2 au Cachemire.

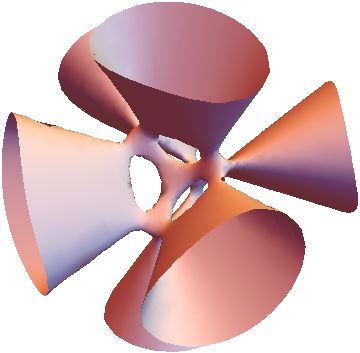
Uma superfície quártica suave no espaço tridimensional. A figura mostra parte dos pontos reais (de dimensão real 2) em uma certa superfície complexa K3 (de dimensão complexa 2, portanto, dimensão real 4).

Na segunda parte do meu relatório, tratamos das variedades de Kähler conhecidas como K3, nomeadas em homenagem a Kummer, Kähler, Kodaira e à bela montanha K2 na Caxemira.

André Weil (1958, p. 546), descrevendo a razão para o nome "superfície K3"
A superfície de Kummer se refere à contribuição dada pelo matemático alemão Ernest Kummer para a geometria. Foi muito mais tarde encontrada por Eddington relacionada com a teoria de Dirac sobre o elétron.
Em matemática, uma superfície complexa K3 analítica é uma variedade complexa compacta e conexa de dimensão 2 com feixe canônico trivial e irregularidade zero. Uma superfície K3 (algébrica) sobre qualquer corpo significa uma suave própria, variedade algébrica geometricamente conexa que satisfaz as mesmas condições. Na classificação de Enriques–Kodaira de superfícies, as superfícies K3 formam uma das quatro classes de superfícies mínimas de dimensão de Kodaira zero. Um exemplo simples é a superfície quártica de Fermat
{\displaystyle x^{4}+y^{4}+z^{4}+w^{4}=0}
no espaço projetivo complexo 3-dimensional.
Junto com toros complexos compactos de duas dimensões, as superfícies K3 são variedades de Calabi–Yau (e também variedades hiper-Kähler) de dimensão dois. Como tal, estão no centro da classificação de superfícies algébricas, entre as superfícies de curvatura positiva de del Pezzo (que são fáceis de classificar) e as superfícies de curvatura negativa de tipo geral (que são essencialmente não classificáveis). As superfícies K3 podem ser consideradas as variedades algébricas mais simples cuja estrutura não se reduz a curvas ou variedades abelianas, e ainda assim é possível um entendimento substancial. Uma superfície K3 complexa tem dimensão real 4 e desempenha um papel importante no estudo de variedades suaves de dimensão 4. As superfícies K3 foram aplicadas a álgebra de Kac–Moody, simetria espelhada e teoria das cordas.
Pode ser útil pensar nas superfícies K3 algébricas complexas como parte da família mais ampla de superfícies K3 analíticas complexas. Muitos outros tipos de variedades algébricas não possuem tais deformações não algébricas.

## Definição
Existem várias maneiras equivalentes de definir superfícies K3. As únicas superfícies complexas compactas com feixe canônico trivial são as superfícies K3 e os toros complexos compactos, e assim, pode-se adicionar qualquer condição que exclua este último para definir superfícies K3. Por exemplo, é equivalente definir uma superfície K3 analítica complexa como uma variedade complexa compacta, simplesmente conexa, de dimensão 2 com uma 2-forma holomorfa que não se anula em lugar algum. (Essa última condição diz exatamente que o feixe canônico é trivial.)
Existem também algumas variantes da definição. Sobre os números complexos, alguns autores consideram apenas as superfícies K3 algébricas. (Uma superfície K3 algébrica é automaticamente uma variedade projetiva.) Ou pode-se permitir que as superfícies K3 tenham singularidades de du Val (as singularidades canônicas de dimensão 2), em vez de serem suaves.

## Cálculo dos números de Betti
Os números de Betti de uma superfície K3 complexa analítica são calculados da seguinte forma. (Um argumento semelhante fornece a mesma resposta para os números de Betti de uma superfície K3 algébrica sobre qualquer campo, definida usando cohomologia ℓ-ádica.) Por definição, o feixe canônico {\displaystyle K_{X}=\Omega _{X}^{2}} é trivial, e a irregularidade q(X) (a dimensão {\displaystyle h^{1}(X,O_{X})} do grupo de cohomologia de feixe coerente {\displaystyle H^{1}(X,O_{X})}) é zero. Pela dualidade de Serre,
{\displaystyle h^{2}(X,{\mathcal {O}}_{X})=h^{0}(X,K_{X})=1.}
Como resultado, o gênero aritmético (ou característica de Euler holomorfa) de X é:
{\displaystyle \chi (X,{\mathcal {O}}_{X}):=\sum _{i}(-1)^{i}h^{i}(X,{\mathcal {O}}_{X})=1-0+1=2.}
Por outro lado, o teorema de Riemann–Roch para superfícies (fórmula de Noether) diz:
{\displaystyle \chi (X,{\mathcal {O}}_{X})={\frac {1}{12}}\left(c_{1}(X)^{2}+c_{2}(X)\right),}
onde {\displaystyle c_{i}(X)} é a i-ésima classe de Chern do feixe tangente. Como {\displaystyle K_{X}} é trivial, sua primeira classe de Chern {\displaystyle c_{1}(K_{X})=-c_{1}(X)} é zero, então {\displaystyle c_{2}(X)=24}.
A sequência sequência exponencial {\displaystyle 0\to \mathbb {Z} _{X}\to O_{X}\to O_{X}^{*}\to 0} gera uma sequência exata de grupos de cohomologia {\displaystyle 0\to H^{1}(X,\mathbb {Z} )\to H^{1}(X,O_{X})}, e portanto {\displaystyle H^{1}(X,\mathbb {Z} )=0}. Assim, o número de Betti {\displaystyle b_{1}(X)} é zero e, pela dualidade de Poincaré, {\displaystyle b_{3}(X)} também é zero. Finalmente, {\displaystyle c_{2}(X)=24} é igual à característica de Euler topológica
{\displaystyle \chi (X)=\sum _{i}(-1)^{i}b_{i}(X).}
Como {\displaystyle b_{0}(X)=b_{4}(X)=1} e {\displaystyle b_{1}(X)=b_{3}(X)=0}, segue-se que {\displaystyle b_{2}(X)=22}.

## Propriedades
- Qualquer duas superfícies K3 complexas analíticas são difeomorfas como 4-variedades suaves, segundo Kunihiko Kodaira.[4]
- Toda superfície K3 complexa analítica possui uma métrica de Kähler, segundo Yum-Tong Siu.[5] (Analogamente, mas de forma mais simples: toda superfície K3 algébrica sobre um campo é projetiva.) Pela solução de Shing-Tung Yau para a conjectura de Calabi, segue-se que toda superfície K3 complexa analítica possui uma métrica de Kähler com curvatura de Ricci nula.
- Para uma superfície K3 complexa analítica X, a forma de interseção (ou produto em copo) em {\displaystyle H^{2}(X,\mathbb {Z} )\cong \mathbb {Z} ^{22}} é uma forma bilinear simétrica com valores nos inteiros, conhecida como reticulado K3. Isto é isomorfo ao reticulado unimodular par {\displaystyle \operatorname {II} _{3,19}}, ou equivalentemente {\displaystyle E_{8}(-1)^{\oplus 2}\oplus U^{\oplus 3}}, onde U é o reticulado hiperbólico de posto 2 e {\displaystyle E_{8}} é o reticulado E8.[6]
- A conjectura 11/8 de Yukio Matsumoto prevê que toda 4-variedade suave orientável X com forma de interseção par possui o segundo número de Betti ao menos 11/8 vezes o valor absoluto da assinatura. Isso seria ótimo se verdadeiro, pois a igualdade é válida para uma superfície K3 complexa, que possui assinatura 3−19 = −16. A conjectura implicaria que toda 4-variedade suave simplesmente conexa com forma de interseção par é homeomorfa a uma soma conexa de cópias da superfície K3 e de {\displaystyle S^{2}\times S^{2}}.[7]
- Toda superfície complexa que é difeomorfa a uma superfície K3 é uma superfície K3, segundo Robert Friedman e John Morgan. Por outro lado, existem superfícies complexas suaves (algumas delas projetivas) que são homeomorfas, mas não difeomorfas, a uma superfície K3, segundo Kodaira e Michael Freedman.[8] Essas "superfícies K3 de homotopia" possuem todas dimensão de Kodaira 1.